# Comuna Polezne, Velîka Mîhailivka
Polezne (în ucraineană Полезне) este o comună în raionul Velîka Mîhailivka, regiunea Odesa, Ucraina, formată din satele Bahaceve, Bessarabka, Frasîne, Hirjove, Polezne (reședința) și Vodeane.

## Demografie
Componența lingvistică a comunei Polezne
     Ucraineană (93,71%)
     Română (2,66%)
     Rusă (1,77%)
     Alte limbi (0,81%)
Conform recensământului din 2001, majoritatea populației comunei Polezne era vorbitoare de ucraineană (93,71%), existând în minoritate și vorbitori de română (2,66%) și rusă (1,77%).